# Гуаньяно
Гуаньяно, Ґуаньяно (італ. Guagnano, сиц. Uagnanu) — муніципалітет в Італії, у регіоні Апулія, провінція Лечче.
Гуаньяно розташоване на відстані близько 490 км на схід від Рима, 125 км на південний схід від Барі, 20 км на захід від Лечче.
Населення — 5817 осіб (2014).
Щорічний фестиваль відбувається 7 жовтня. Покровитель — Madonna del Rosario.

## Демографія
Населення за роками:

Станом на 1 січня 2023 року в муніципалітеті офіційно проживало 105 іноземців з 22 країн, серед них 18 громадян країн Євросоюзу та 2 громадяни України.

## Сусідні муніципалітети
- Кампі-Салентина
- Челліно-Сан-Марко
- Саліче-Салентино
- Сан-Доначі
- Сан-Панкраціо-Салентино